# SIMD (хеш-функция)
SIMD — итеративная криптографическая хеш-функция, разработанная Gaëtan Leurent, Charles Bouillaguet, Pierre-Alain Fouque. Была выдвинута как кандидат на конкурс стандарта SHA-3, проводимый Национальным институтом стандартов и технологий (США), где прошла во второй раунд.
Существуют два варианта хеш-функции: SIMD-256 и SIMD-512, преобразующие сообщение произвольной длины в 256 или 512-битное хеш-значение, называемое также дайджестом сообщения. Кроме того возможно определить хеш-функции SIMD-n как усечение функций SIMD-256 и SIMD-512 для n<256 и 256<n<512 соответственною.
Как утверждают создатели, главной особенностью хеш функции является значительное расширение сообщения, которое позволяет защититься от дифференциального криптоанализа.

## Алгоритм

### Общее описание и параметры
Главной частью хеш-функции h является функция сжатия {\displaystyle C\colon \{0,1\}^{p}\times \{0,1\}^{m}\to \{0,1\}^{p}}. Чтобы вычислить h(M), сообщение M разбивается на k частей {\displaystyle M_{i}} по m бит. Затем к частям сообщения итеративно применяется функция сжатия: {\displaystyle H_{i+1}=C(H_{i},M_{i})}. Начальное состояние {\displaystyle H_{0}} или вектор инициализации обозначается {\displaystyle IV} и является фиксированным для каждой функции семейства SIMD. Окончательный результат работы хеш-функции получается применением финализирующей функции (finalization function) {\displaystyle D\colon \{0,1\}^{p}\to \{0,1\}^{n}} к {\displaystyle H_{k-1}}.
Функция сжатия C в режиме Дэвиса-Мейера обычно строится с использованием функции блочного шифрования {\displaystyle E_{m}}: {\displaystyle C(h,m)=E_{m}(h)\otimes h}, однако для хеш-функции SIMD используются несколько улучшений.
Семейство хеш-функций SIMD использует следующие параметры:
|          | Размер хеша, n | Размер блока сообщения, m | Размер внутреннего состояния({\displaystyle H_{i}}), p |
| -------- | -------------- | ------------------------- | ------------------------------------------------------ |
| SIMD-256 | 256            | 512                       | 512                                                    |
| SIMD-512 | 512            | 1024                      | 1024                                                   |

Внутреннее состояние представлено матрицей 32-битных слов размером 4×4 для SIMD-256 и 8×4 для SIMD-512.
{\displaystyle S_{256}={\begin{bmatrix}A_{0}&B_{0}&C_{0}&D_{0}\\A_{1}&B_{1}&C_{1}&D_{1}\\A_{2}&B_{2}&C_{2}&D_{2}\\A_{3}&B_{3}&C_{3}&D_{3}\end{bmatrix}};\qquad S_{512}={\begin{bmatrix}A_{0}&B_{0}&C_{0}&D_{0}\\A_{1}&B_{1}&C_{1}&D_{1}\\A_{2}&B_{2}&C_{2}&D_{2}\\A_{3}&B_{3}&C_{3}&D_{3}\\A_{4}&B_{4}&C_{4}&D_{4}\\A_{5}&B_{5}&C_{5}&D_{5}\\A_{6}&B_{6}&C_{6}&D_{6}\\A_{7}&B_{7}&C_{7}&D_{7}\end{bmatrix}}}

### Функция сжатия
Функция сжатия SIMD построена на основе конструкции Дэвиса-Мейера с некоторыми изменениями.
Во-первых, вместо функции сжатия {\displaystyle C(h,m)=E_{m}(h)\otimes h} используется функция {\displaystyle C(h,m)=E_{m}(h\otimes m)\otimes h}.
Во-вторых, вместо операции XOR для {\displaystyle E_{m}(h\otimes m)} и {\displaystyle h} в SIMD применяются несколько дополнительных раундов Фейстеля с h в качестве входного ключа. Это действие выполняет функция {\displaystyle P\colon \{0,1\}^{p}\times \{0,1\}^{p}\to \{0,1\}^{p}}.
Таким образом, функция сжатия определена как {\displaystyle C(h,m)=P(h,E_{m}(h\otimes m))}. Как утверждают авторы хеш-функции SIMD, эти модификации обеспечивают такой же уровень безопасности, как и оригинальная конструкция Дэвиса-Мейера, но в то же время предотвращают некоторые виды атак множественных блоков (multi-block attacks).

### Расширение сообщения
Расширение сообщения (message expansion) хеш-функции SIMD-256 (соотв. SIMD-512) преобразует блок сообщения в 512 бит (соотв. 1024 бита) в расширенное сообщение размером 4096 бит (соотв. 8192 бит) с минимальным расстоянием в 520 (соотв. 1032).

### Использование сети Фейстеля
Использование структуры Фейстеля хеш-функцией SIMD построено аналогично семейству хеш-функций MD/SHA:
{\displaystyle A_{j}^{(i)}=\left(D_{j}^{(i-1)}\boxplus W_{j}^{(i)}\boxplus \phi _{i}(A_{j}^{(i-1)},B_{j}^{(i-1)},C_{j}^{(i-1)})\right)^{\lll s_{i}}\boxplus A_{p_{i}(j)}^{(i-1)^{\lll r_{i}}}}
{\displaystyle B_{j}^{(i)}=A_{j}^{(i-1)^{\lll r_{i}}}}
{\displaystyle C_{j}^{(i)}=B_{j}^{(i-1)}}
{\displaystyle D_{j}^{(i)}=C_{j}^{(i-1)}}
или в более удобном формате:
{\displaystyle Step\left({\begin{bmatrix}A_{0}&B_{0}&C_{0}&D_{0}\\A_{1}&B_{1}&C_{1}&D_{1}\\A_{2}&B_{2}&C_{2}&D_{2}\\A_{3}&B_{3}&C_{3}&D_{3}\end{bmatrix}},{\begin{bmatrix}W_{0}\\W_{1}\\W_{2}\\W_{3}\end{bmatrix}},\phi ,r,s,p\right)={\begin{bmatrix}\left(D_{0}\boxplus W_{0}\boxplus \phi _{i}(A_{0},B_{0},C_{0})\right)^{\lll s}\boxplus A_{p(0)}^{\lll r}&A_{0}^{\lll r}&B_{0}&C_{0}\\\left(D_{1}\boxplus W_{1}\boxplus \phi _{i}(A_{1},B_{1},C_{1})\right)^{\lll s}\boxplus A_{p(1)}^{\lll r}&A_{1}^{\lll r}&B_{1}&C_{1}\\\left(D_{2}\boxplus W_{2}\boxplus \phi _{i}(A_{2},B_{2},C_{2})\right)^{\lll s}\boxplus A_{p(2)}^{\lll r}&A_{2}^{\lll r}&B_{2}&C_{2}\\\left(D_{3}\boxplus W_{3}\boxplus \phi _{i}(A_{3},B_{3},C_{3})\right)^{\lll s}\boxplus A_{p(3)}^{\lll r}&A_{3}^{\lll r}&B_{3}&c_{3}\end{bmatrix}}}
для SIMD-256
{\displaystyle Step\left({\begin{bmatrix}A_{0}&B_{0}&C_{0}&D_{0}\\A_{1}&B_{1}&C_{1}&D_{1}\\A_{2}&B_{2}&C_{2}&D_{2}\\A_{3}&B_{3}&C_{3}&D_{3}\\A_{4}&B_{4}&C_{4}&D_{4}\\A_{5}&B_{5}&C_{5}&D_{5}\\A_{6}&B_{6}&C_{6}&D_{6}\\A_{7}&B_{7}&C_{7}&D_{7}\end{bmatrix}},{\begin{bmatrix}W_{0}\\W_{1}\\W_{2}\\W_{3}\\W_{4}\\W_{5}\\W_{6}\\W_{7}\end{bmatrix}},\phi ,r,s,p\right)={\begin{bmatrix}\left(D_{0}\boxplus W_{0}\boxplus \phi _{i}(A_{0},B_{0},C_{0})\right)^{\lll s}\boxplus A_{p(0)}^{\lll r}&A_{0}^{\lll r}&B_{0}&C_{0}\\\left(D_{1}\boxplus W_{1}\boxplus \phi _{i}(A_{1},B_{1},C_{1})\right)^{\lll s}\boxplus A_{p(1)}^{\lll r}&A_{1}^{\lll r}&B_{1}&C_{1}\\\left(D_{2}\boxplus W_{2}\boxplus \phi _{i}(A_{2},B_{2},C_{2})\right)^{\lll s}\boxplus A_{p(2)}^{\lll r}&A_{2}^{\lll r}&B_{2}&C_{2}\\\left(D_{3}\boxplus W_{3}\boxplus \phi _{i}(A_{3},B_{3},C_{3})\right)^{\lll s}\boxplus A_{p(3)}^{\lll r}&A_{3}^{\lll r}&B_{3}&c_{3}\\\left(D_{4}\boxplus W_{4}\boxplus \phi _{i}(A_{4},B_{4},C_{4})\right)^{\lll s}\boxplus A_{p(4)}^{\lll r}&A_{4}^{\lll r}&B_{4}&C_{4}\\\left(D_{5}\boxplus W_{5}\boxplus \phi _{i}(A_{5},B_{5},C_{5})\right)^{\lll s}\boxplus A_{p(5)}^{\lll r}&A_{5}^{\lll r}&B_{5}&C_{5}\\\left(D_{6}\boxplus W_{6}\boxplus \phi _{i}(A_{6},B_{6},C_{6})\right)^{\lll s}\boxplus A_{p(6)}^{\lll r}&A_{6}^{\lll r}&B_{6}&C_{6}\\\left(D_{7}\boxplus W_{7}\boxplus \phi _{i}(A_{7},B_{7},C_{7})\right)^{\lll s}\boxplus A_{p(7)}^{\lll r}&A_{7}^{\lll r}&B_{7}&c_{7}\end{bmatrix}}}
для SIMD-512
где {\displaystyle \phi _{i}} - логическая функция, {\displaystyle \boxplus } - сложение по модулю {\displaystyle 2^{32}} и {\displaystyle \lll s_{i}} - циклический сдвиг влево на {\displaystyle s_{i}} бит.
Используются 4 параллельные ячейки Фейстеля для SIMD-256 (соотв. 8 для SIMD-512), которые взаимодействуют между собой из-за перестановок {\displaystyle p_{i}}. Перестановки выбираются таким образом, чтобы обеспечить хорошее перемешивание.
Для SIMD-256 определено:
{\displaystyle p^{(i)}(x)={\begin{cases}{x+1}{\pmod {4}},&{\mbox{if }}i{\mbox{ is even}}\\{x+2}{\pmod {4}},&{\mbox{if }}i{\mbox{ is odd}}\end{cases}}}
Соответственно для SIMD-512:
{\displaystyle p^{(0)}(x)={\begin{cases}{x+1}{\pmod {8}},&{\mbox{if }}x=0{\pmod {2}}\\{x-1}{\pmod {8}},&{\mbox{otherwise}}\end{cases}}}
В целом функция сжатия отрабатывает за 4 раунда, каждый из которых состоит из 8 шагов (step), плюс один дополнительный финальный раунд.

### Финальная функция сжатия
После того как все блоки сообщения были сжаты совершается еще один дополнительный вызов функции сжатия с размером сообщения в качестве входного параметра. При этом длина сообщения вычисляется в битах по модулю {\displaystyle 2^{2^{m}}} если необходимо.
Для финальной функции сжатия используется немного измененный метод расширения сообщения:
для SIMD-256 вместо {\displaystyle O(M)=NTT_{128}(M+X^{127})}
используется {\displaystyle O(M)=NTT_{128}(M+X^{127}+X^{125})}.
Соответственно, для SIMD-512 вместо {\displaystyle O(M)=NTT_{256}(M+X^{255})}
используется {\displaystyle O(M)=NTT_{256}(M+X^{255}+X^{253})}
Таким образом, диапазон расширенных сообщений для финального этапа отличается от диапазона расширенных сообщений блоков тела сообщения.
После применения финальной функции сжатия на выход подается следующее строковой представление:
{\displaystyle A_{0},A_{1},A_{2},A_{3},B_{0},B_{1},B_{2},B_{3}} для SIMD-256
{\displaystyle A_{0},A_{1},A_{2},A_{3},A_{4},A_{5},A_{6},A_{7},B_{0},B_{1},B_{2},B_{3},B_{4},B_{5},B_{6},B_{7}} для SIMD-512
В случай SIMD-n на выход подаются первые n бит SIMD-256 (n < 256) или SIMD 512 (256 < n < 512). Например, для SIMD-384 на выходе будет
{\displaystyle A_{0},A_{1},A_{2},A_{3},A_{4},A_{5},A_{6},A_{7},B_{0},B_{1},B_{2},B_{3}}

### Вектор инициализации
Каждая хеш-функция семейства SIMD использует собственный вектор инициализации IV, чтобы избежать связей между выходными результатами различных функций SIMD-n. IV для функции SIMD-n определяется следующим образом:
IV = SIMD-Compress(0, "SIMD-(i)" v1.0, 0),
где строка записана в ASCII и дополнена нулями, а (i) - десятичное представление n.
Значения IV для различных хеш-функций семейства SIMD:
{\displaystyle {\begin{array}{|c c c c c|}\hline &&SIMD-224IV&&\\\hline A_{0..3}&0xeebfea74&0x70c30346&0x4b538718&0x4f06a655\\B_{0..3}&0xa22aad99&0x434a528c&0x355e2a29&0x8523b76e\\C_{0..3}&0x20bcf05e&0x9eb5b91a&0x4ddc22e8&0xce0ae099\\D_{0..3}&0x9d4dda03&0xae00fc41&0x40279fc8&0x9f0ec1f5\\\hline \end{array}}{\begin{array}{|c c c c c|}\hline &&SIMD-256IV&&\\\hline A_{0..3}&0x99dae06a&0xc3d43239&0x4979de73&0x3ee5d052\\B_{0..3}&0xda4d98d0&0xcf5c52be&0x655cbaf9&0x2a9d238e\\C_{0..3}&0xfd892a60&0x8a471f8c&0x86ce033f&0x0ff768d3\\D_{0..3}&0xfad01f14&0x9eeef3b3&0x68aec37a&0x6b209d72\\\hline \end{array}}}
{\displaystyle {\begin{array}{|c c c c c|}\hline &&SIMD-384IV&&\\\hline A_{0..3}&0x3a8f3d6f&0x756a1087&0x5d5318aa&0xbbca76f7\\A_{4..7}&0x26a3a959&0xaca1e37e&0xb40c4642&0x904085d9\\B_{0..3}&0xf46f6c9b&0x9ab248ef&0xdbbfc9cc&0xcc8821fa\\B_{4..7}&0x354d3c2e&0xda334fb1&0x68ed79ce&0xa5bc107d\\C_{0..3}&0x2da6fdc3&0xfbafce00&0x4c9a6954&0xb61f0faf\\C_{4..7}&0xf56099b5&0xa3a5bdfb&0xf83e0977&0x7eb15372\\D_{0..3}&0x91195b41&0xfcb9404e&0x214e6c84&0x88740b3a\\D_{4..7}&0xba03a4b1&0xa82202fc&0x994fddfb&0xb2e1a1de\\\hline \end{array}}{\begin{array}{|c c c c c|}\hline &&SIMD-512IV&&\\\hline A_{0..3}&0xb314b806&0x676cf96e&0xed91a471&0x5f306791\\A_{4..7}&0x4ea515ee&0xde2a06cf&0xc9c96851&0x4f49a403\\B_{0..3}&0xf778d95b&0x6e5e21da&0xad570671&0x4584c064\\B_{4..7}&0xac201a0f&0xd4ce2a86&0xc6d663f4&0x8ec5d766\\C_{0..3}&0x14c1303a&0xb5b890d5&0x82e61e95&0x94f47683\\C_{4..7}&0x6ebc9ce7&0xf9af5b29&0xf4177798&0xf6cec3ee\\D_{0..3}&0xd10eca9e&0xea3c1b82&0x5061c319&0x0c2a9f5c\\D_{4..7}&0xfcfc980e&0xbab373c6&0x1699d7c9&0x0822d6af\\\hline \end{array}}}

## Улучшения для второго раунда конкурсаSHA-3
Изменениям подверглись 2 части алгоритма: перестановки (permutations) {\displaystyle p^{(i)}} и циклические сдвиги (rotations).
При выборе новых перестановок авторы хеш-функции руководствовались следующими критериями:
- Перестановки должны обеспечивать полное перемешивание после трех раундов (соотв. двух для SIMD-256)
- Необходимо использовать нечетное число перестановок
- Результат композиции любых двух перестановок не должен быть фиксированным
- Результат четырех последовательных перестановок не должен давать исходный результат

SIMD-256. Исходные перестановки:
{\displaystyle p^{(i)}(x)={\begin{cases}{x+1}{\pmod {4}},&{\mbox{if }}i{\mbox{ is even}}\\{x+2}{\pmod {4}},&{\mbox{if }}i{\mbox{ is odd}}\end{cases}}}
Новые перестановки:
{\displaystyle {\begin{cases}p^{(0)}(j)=j\otimes 1\\p^{(1)}(j)=j\otimes 2\\p^{(2)}(j)=j\otimes 3\end{cases}}}
где {\displaystyle p^{(i)}=p^{i\mod 3}}. Таким образом, количество перестановок увеличилось с 2 до 3.
SIMD-512. Исходные перестановки:
{\displaystyle p^{(0)}(x)={\begin{cases}{x+1}{\pmod {8}},&{\mbox{if }}x=0{\pmod {2}}\\{x-1}{\pmod {8}},&{\mbox{otherwise}}\end{cases}}}
Новые перестановки:
{\displaystyle {\begin{cases}p^{(0)}(j)=j\otimes 1\\p^{(1)}(j)=j\otimes 6\\p^{(2)}(j)=j\otimes 2\\p^{(3)}(j)=j\otimes 3\\p^{(4)}(j)=j\otimes 5\\p^{(5)}(j)=j\otimes 7\\p^{(6)}(j)=j\otimes 4\end{cases}}}
где {\displaystyle p^{(i)}=p^{i\mod 7}}. Таким образом, количество перестановок увеличилось с 4 до 7.

## Псевдокод SIMD[6]
```
1:  function MessageExpansion(M, f)   		        //f помечает финальную функцию сжатия
2:      if f = 0 then
3:          y(i) = NTT(M + X127) 			//соответственно X255 для SIMD-512
4:      else
5:          y(i) = NTT(M + X127 + X125)  		//соответственно X255 + X253 для SIMD-512
6:      end if
7:      Вычислить Z(i,j) применяя внутренние коды I(185) и I(233) к y(i).
8:      Вычислить W(i,j) применяя перестановки для Z(i,j)
9:      Вернуть W(i,j)
10: end function
11:
12: function Round(S, i, r)
13:     S = Step(S; W(8i+0); IF; r0; r1)
14:     S = Step(S; (W8i+1); IF; r1; r2)
15:     S = Step(S; W(8i+2); IF; r2; r3)
16:     S = Step(S; W(8i+3); IF; r3; r0)
17:     S = Step(S; W(8i+4);MAJ; r0; r1)
18:     S = Step(S; W(8i+5);MAJ; r1; r2)
19:     S = Step(S; W(8i+6);MAJ; r2; r3)
20:     S = Step(S; W(8i+7);MAJ; r3; r0)
21:     return S
22: end function
23:
24: function SIMD-Compress(IV, M, f)
25:     W = MessageExpansion(M; f)
26:     S = IV xor M
27:     S = Round(S; 0; [3; 20; 14; 27])
28:     S = Round(S; 1; [26; 4; 23; 11])
29:     S = Round(S; 2; [19; 28; 7; 22])
30:     S = Round(S; 3; [15; 5; 29; 9])
31:     S = Step(S; IV(0); IF; 15; 5)
32:     S = Step(S; IV(1); IF; 5; 29)
33:     S = Step(S; IV(2); IF; 29; 9)
34:     S = Step(S; IV(3); IF; 9; 15)
35:     return S
36: end function
37:
38: function SIMD(M)
39:     Разделить сообщение M на части M(i); 0 =< i < k.
40:     M(k-1) дополняется нулями.
41:     S  = IV
42:     for 0 =< i < k do
43:         S = SIMD-Compress(S; M(i); 0)
44:     end for
45:     S = SIMD-Compress(S; ||M||; 1)
46:     return Truncate(S)
47: end function

```

## Примеры результатов[7]
| Сообщение M              | SIMD-256(M)                                                      |
| ------------------------ | ---------------------------------------------------------------- |
| Пустое сообщение         | 8029e81e7320e13ed9001dc3d8021fec695b7a25cd43ad805260181c35fcaea8 |
| 0x00; 0x01; 0x02; … 0x3f | 5bebdb816cd3e6c8c2b5a42867a6f41570c4b917f1d3b15aabc17f24679e6acd |

| Сообщение M              | SIMD-512(M) |
| ------------------------ | --- |
| Пустое сообщение         | 51a5af7e243cd9a5989f7792c880c4c3168c3d60c4518725fe5757d1f7a69c63 66977eaba7905ce2da5d7cfd07773725f0935b55f3efb954996689a49b6d29e0 |
| 0x00; 0x01; 0x02; … 0x3f | 8851ad0a57426b4af57af3294706c0448fa6accf24683fc239871be58ca913fb ee53e35c1dedd88016ebd131f2eb0761e97a3048de6e696787fd5f54981d6f2c |

## Быстродействие
Независимые тесты производительности алгоритма SIMD, проведенные с помощью бенчмарка eBASH, показали следующие результаты (скорость указана в циклах на байт (cpb)):
| Процессор | Core i5  | Core 2 (45 nm) | Core 2 (65 nm) |
| --------- | -------- | -------------- | -------------- |
| SIMD-256  | 7.51 cpb | 9.18 cpb       | 11.34 cpb      |
| SIMD-512  | 8.63 cpb | 10.02 cpb      | 12.05 cpb      |

При этом около половины времени работы хеш-функции уходит на операцию расширения сообщения: Number-Theoretic Transform (NTT) является самой дорогостоящей в плане производительности частью алгоритма.
Функция сжатия SIMD обладает частично параллельной архитектурой, что позволяет создавать эффективные реализации алгоритма с использованием векторных инструкций (SIMD). Данные инструкции доступны на многих широко-известных архитектурах: SSE на x86, AltiVec на PowerPC, IwMMXt на ARM.
Что касается требований, предъявляемых к RAM, хеш-функции SIMD необходима память для хранения внутреннего состояния (64 байта для SIMD-256
и 128 байт для SIMD-512) и память для выходных значений NTT (4*64 = 256 байт для SIMD-256 и 4*128 = 512 байт для SIMD-512).

## Результаты конкурса SHA-3 для SIMD
Хеш-функция SIMD не была отобрана в качестве финалиста конкурса SHA-3.
Эксперты конкурса отметили, что, хотя хеш-функция SIMD во многом повторяет алгоритмы семейств MD/SHA, но улучшения, сделанные авторами, действительно позволили защитить SIMD от многих типов атак (например, коллизионная атака). Кроме того, изменения, проведённые для второго раунда, смогли защитить хеш-функцию SIMD от атаки на основе дифференциального криптоанализа, проведённую Mendel и Nad, которой была подвержена SIMD в своей изначальной реализации.
Однако, высокие требования к RAM и наличию SIMD инструкций для хорошей производительности делают хеш-функцию плохим кандидатом для реализации на FPGA. Главным образом по этой причине хеш-функция SIMD не попала в финальную стадию конкурса.